# Short S.16 Scion
Lo Short S.16 Scion era un bimotore da trasporto passeggeri ad ala alta sviluppato dall'azienda aeronautica britannica Short Brothers negli anni trenta del XX secolo. Durante la seconda guerra mondiale la Royal Air Force ne usò 14 esemplari per servizio trasporto piloti, cooperazione con l'artiglieria antiaerea e calibrazione dei radar.

## Storia del progetto
Nella prima metà degli anni trenta l'ingegnere Arthur Gouge, capo progettista della ditta Short Brothers sviluppò un nuovo velivolo da trasporto passeggeri destinato al mercato civile allora in piena espansione. Il primo prototipo del nuovo aereo, designato Short Scion (G-ACJI), equipaggiato con due propulsori radiali Pobjoy R, volò per la prima volta a Gravesead il 18 agosto 1933 nelle mani del capo collaudatore della ditta John Lankester Parker. Il primo velivolo di serie (matricola G-ACUV) fu esibito presso il salone aeronautico (SBAC airshow) tenutosi sulla base aerea di Hendon il 1 luglio del 1934, ed entro il mese di settembre i due aerei G-ACJI e G-AGUV avevano effettuato 1 082 voli tra Rochester e Southed dimostrando la massima affidabilità.
Il 13 febbraio del 1935 volò per la prima volta il quinto esemplare di produzione (G-ACUZ), che fu ridesignato Scion II. Tale esemplare si differenziava dai precedenti per il riposizionamento delle due gondole motori portate allo stesso livello del bordo di attacco alare, l'aggiunta di un sesto sedile di serie per passeggeri, l'adozione di un parabrezza migliorato e di migliori finestrini per la cabina passeggeri.

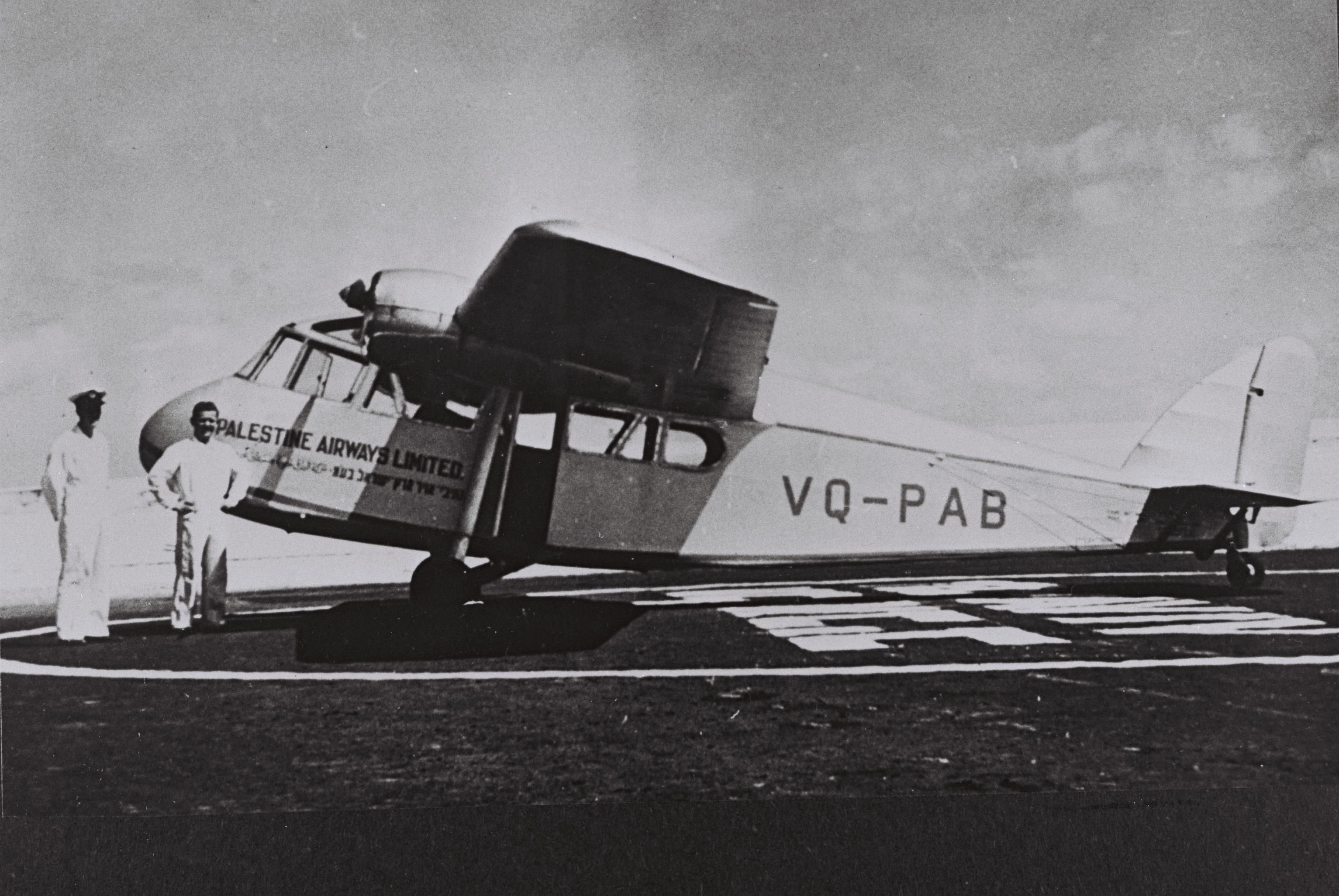
Lo Scion II, matricola VQ-PAB, in servizio presso la Palestine Airways Ltd nel 1938

Durante la produzione l'azienda aveva aperto una nuova fabbrica sull'aeroporto di Rochester, e tutti gli esemplari di Scion II vennero lì costruiti, inizialmente dalla Shorts Brothers, e poi dalla Pobjoy Airmotors and Aircraft Ltd, inizialmente sotto licenza, e poi in proprio, con la designazione S.16/1. Una nuova versione più grande, capace di trasportare 9 passeggeri, fu designata Short S.22 Scion Senior.

## Tecnica
Monoplano ad ala alta, bimotore, di costruzione mista in acciaio, legno e tela, per il trasporto passeggeri. La fusoliera, costruita in tubi d'acciaio, aveva sezione rettangolare, ed era ricoperta di tela. L'impennaggio di coda era del tipo classico monoderiva a sbalzo, dotato di piani orizzontali controventati, rivestiti in tela, così come il timone.
La configurazione alare era monoplana ad ala alta, di costruzione metallica con rivestimento in tela.
Il carrello d'atterraggio era un triciclo posteriore fisso disposto a forma di V, costruito in tubi d'acciaio, e dotato di ruotino di coda. Le gambe principali erano dotate di ammortizzatori oleopneumatici mentre le ruote principali non erano ricoperte da alcuna carenatura aerodinamica.
Il singolo pilota era ospitato in una cabina di pilotaggio vetrata, posizionata davanti all'ala, e dotata di parabrezza anteriore di disegno appuntito. Dietro di lui si trovava la cabina dei passeggeri, accessibile sul lato sinistro della fusoliera tramite una porta scorrevole all'indietro.
La propulsione era affidata a due motori radiali Pobjoy Niagara III a 7 cilindri, raffreddati ad aria, eroganti la potenza di 85 hp (67 kW) e azionanti un'elica bipala. I due propulsori erano posizionati in apposite gondole poste a livello del bordo di attacco alare

### La versione idrovolante
Contemporaneamente alla versione da trasporto terrestre la Short Brothers commercializzò una versione idrovolante destinata ad operare nel settore del trasporto passeggeri nei territori coloniali, costruita in quattro esemplari. Le dimensioni del velivolo erano uguali a quelle della versione terrestre, mentre il carrello d'atterraggio era sostituito da due galleggianti a scarponi, mentre il peso a vuoto saliva a 963 kg (2 125 lb). Le prestazioni registrate furono: velocità massima 198 km/h (122 mph), di crociera 178 km/h (110 mph), autonomia 601 km, quota di tangenza 3 505 m (11 500 ft), carico alare 61.4 kg/m², rapporto peso:potenza 0,092 kW/kg.

## Impiego operativo
Lo Scion conobbe un buon successo, e fu venduto a numerose compagnie di trasporto passeggeri operanti in Gran Bretagna, come Aberdeen Airways, Air Couriers Ltd, Airwork Ltd, Atlantic Coast Air Services Ltd, Golden Eagle Marine & Air, Great Western & Southern Air Lines Ltd, Lundy and Atlantic Coast Air Lines Ltd, Olley Air Services Ltd, Southend-on-Sea Flying Services Ltd, Southern Airways Ltd, West of Scotland Air Services Ltd (Renfrew-Mull), Williams & Co., Squires Gate, e Yorkshire Airways Ltd. Alcuni esemplari operarono in ambito coloniale in Australia, Aden, Palestina e Sierra Leone.
Il quinto Scion II (G-ADDR) di produzione venne trattenuto dalla Shorts Brothers ed impiegato come banco prova sperimentale, con la temporanea designazione di M.3. Su questo aereo vennero sperimentate, in scala ridotta, le alette Gouge, in seguito adottate sugli idrovolanti Short S.23 Empire e sui bombardieri Short S.29 Stirling. In questa configurazione l'aereo volò per la prima volta il 6 agosto 1935 nelle mani del collaudatore Lankester Parker. Con queste nuove alette l'aereo fu sottoposto a collaudi presso il Royal Aircraft Establishment che, tra gli altri miglioramenti, rilevò una diminuzione della corsa di decollo e della velocità di stallo. In seguito l'aereo fu nuovamente modificato con l'installazione sperimentale di flaps che incorporavano degli spoiler retrattili al posto degli alettoni. In questa configurazione l'aereo volò il 22 luglio 1936 dimostrandosi subito completamente inaffidabile, e fu solo grazie all'esperienza del collaudatore Lankester Parker che il velivolo riuscì a compiere un unico giro sull'aeroporto prima di atterrare in sicurezza. Venne rimontata l'ala standard e l'aereo prestò servizio in fabbrica fino a quando non fu requisito dalla Royal Air Force nel 1940.
Dopo lo scoppio della seconda guerra mondiale la Royal Air Force requisì 14 dei 22 Short Scion costruiti, che furono assegnati al No. 173 Squadron ed impiegati nei servizi navetta, e per l'addestramento dei serventi ai pezzi antiaerei e per la calibrazione dei radar del sistema di avvistamento.

## Versioni
- S-16 Scion: prima versione da trasporto passeggeri equipaggiata con due propulsori Pobjoy Niagara I o II della potenza di 85 hp (63 kW). Costruiti un prototipo e quattro esemplari di serie.
- S-16 Scion II: seconda versione da trasporto passeggeri equipaggiata con due propulsori Pobjoy Niagara III della potenza di 85 hp (63 kW). Diciassette esemplari costruiti.
- M.3: un esemplare di Scion II modificato come banco di prova sperimentale equipaggiato con i flaps sperimentali Gouge destinati agli idrovolanti da trasporto passeggeri della classe Empire.

## Utilizzatori

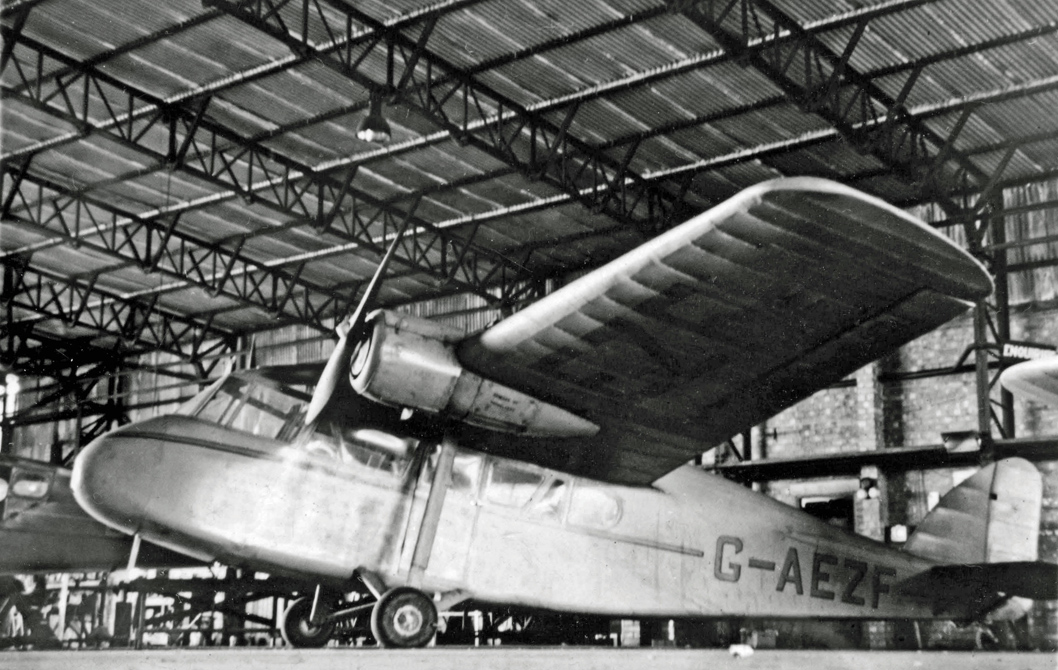
Esemplare di S.16/1 Scion II di costruzione Pobjoy ricoverato in un hangar sull'aeroporto di Blackpool, e qui fotografato nel 1948.

### Civili
Versione Idrovolante
 Australia
- Papuan Concessions Ltd[N 7]

 Sierra Leone
- Elders Colonial Airways Ltd.[7]

Versione terrestre
 Aden
- Arabian Airlines Ltd

 Australia
- Adelaide Airways Ltd

 Mandato di Palestina
- Palestine Airways Ltd[N 8]

 Sierra Leone
- Elders Colonial Airways Ltd

 Regno Unito
- Aberdeen Airways[3]
- Air Couriers Ltd
- Airwork Ltd
- Atlantic Coast Air Services Ltd
- Golden Eagle Marine & Air
- Great Western & Southern Air Lines Ltd
- Lundy and Atlantic Coast Air Lines Ltd
- Nottingham Airport Ltd
- Olley Air Services Ltd
- Palestine Airways Ltd
- Pobjoy Airmotors and Aircraft Ltd
- Ramsgate Airport Ltd
- Short Brothers Ltd
- Southend-on-Sea Flying Services Ltd
- Southern Airways Ltd
- West of Scotland Air Services Ltd (Renfrew-Mull)
- Williams & Co., Squires Gate, Blackpool
- Yorkshire Airways Ltd

### Militari
Regno Unito
- Royal Air Force
  - No. 173 Squadron

## Esemplari attualmente esistenti
Sono solamente tre gli esemplari di Short Scion attualmente esistenti. Il primo, matricola G-AEZF, di costruzione Pobjoy, volò per la prima volta nel corso del 1937 in versione idrovolante. L'aereo entrò originariamente in servizio presso la Elders Colonial Airways in Sierra Leone, sulla rotta Bathurst-Freetown. Ritornato presso gli stabilimenti Short nel corso del 1939 fu riconvertito in velivolo terrestre nel 1941. Ripreso servizio presso la compagnia, dopo sei anni, nel corso del 1947, fu venduto alla Air Couriers Ltd. Dopo aver cambiato più volte proprietario fu accantonato sull'aeroporto di Southend, venendo progressivamente abbandonato al proprio destino fino a quando ne fu deciso il restauro da effettuarsi presso la Medway Aircraft Preservation Society situata sull'aeroporto di Rochester.
Il secondo, matricola G-ACUX, noto come Australian Scion, volò fino agli anni sessanta prima di ritornare nel Regno Unito per essere esposto presso lo Ulster Folk and Transport Museum di Cultra, Holywood, Irlanda del Nord. Non è più stato esposto al pubblico dall'inizio del 2009 per il deteriorarsi delle sue condizioni.
Il terzo, matricola VH-UTV, volò per la prima volta il 9 marzo 1936 per essere acquistato dalla compagnia australiana Adelaide Airways Ltd. Quando la ditta fu assorbita dalla neocostituita Australian National Airways nel luglio del 1936, l'aereo venne ribattezzato con il nome di  Moata. Nel 1945 il velivolo fu riequipaggiato con due propulsori de Havilland Gipsy Minor eroganti 90 hp, ed effettuò l'ultimo volo il 19 settembre 1958, anche se il suo certificato di volo fu cancellato solo il 2 febbraio 1965. L'aereo si trova attualmente presso il Chewing Gum Airfield Museum di Tallebudgera, Queensland, in attesa di un restauro definitivo.

### Annotazioni
1. ↑  Si trattava di cinque Scion I (matricole G-ACJI, G-ACUV, G-ACUW, G-ACUX, G-ACUY) e diciassette Scion II.
2. ↑  Si trattava degli Scion I matricole G-ACJI, G-ACUW, G-ACUY, degli Scion II matricole G-ADDN, G-ADDP, G-ADDR, G-ADDV, G-ADDX, G-AEIL, G-AEJN,  G-AETT (tutti requisiti nel 1940) e Scion II matricole VQ-PAA, VQ-PAB requisiti nel 1941.
3. ↑  Sulla versione originale dello Scion c'era un sedile pieghevole per il sesto passeggero da aprire se necessario.
4. ↑  Si trattava degli esemplari di produzione Short G-ACUZ, G-ADDN, G-ADDO, G-ADDP, G-ADDR, VH-UUT, G-ADDT, VH-UVQ, G-ADDV, VH-UTV, G-ADDX, e di produzione Pobjoy VQ-PAA, VQ-PAB, G-AEIL, G-AEJN, G-AETT, e G-AEFZ.
5. ↑  La società Pobjoy tentò invano di offrire sul mercato una versione militare della macchina, destinata ad essere acquistata dalla RAF. Secondo il progetto l'aereo doveva essere dotato di una fotocamera, serbatoi supplementari e attacchi per le bombe da esercitazione. L'armamento difensivo doveva essere costituito da una o due mitragliatrici Lewis calibro 7,7 millimetri, sparanti da apposite aperture ricavate sui lati della fusoliera. Il Ministero dell'Aeronautica prese in esame tale versione, ma non ritenne necessario autorizzare la costruzione di un prototipo.
6. ↑  Sulla versione Scion I erano posizionate sotto il longherone.
7. ↑  Acquistò l'esemplare VH-UUP (inizialmente doveva essumere la matricola G-ACUX).
8. ↑  Due velivoli utilizzati sulla rotta Haifa-Lydda.
9. ↑  Successivamente passò nelle mani di J.P. Hellow e L.B. Richards, Robert Bryce, Guinea Airways, N. Padgett, Connellan Airways, A. Collins, Dogett Aviation & Engineering, e E. Connellan.

### Fonti
1. ↑  Jackson 1988, pp. 143-144.
2. 1 2  Flight n.1509, 25 november 1937, p. 509.
3. 1 2 3  Hutchison 1992, p. 34.
4. 1 2 3 4 5 6 7  Flight n.1509, 25 november 1937, p. 6.
5. 1 2 3  Flight n.1509, 25 november 1937, p. 510.
6. ↑  Cohen, B.A., B.Sc., J. (1936). "Full Scale Trials on Scion M.3 with a Gouge Flap" (PDF). Reports & Memoranda (Aeronautical Research Committee, Air Ministry) (1753).
7. ↑  Guttery 1998, p. 140.
8. ↑  Barnes, James 1989, p. 293.
9. ↑  www.mapsl.co.uk.
10. ↑  ibiblio.org.
11. ↑  Online forum.

### Periodici
- (EN) British Commercial Aircraft, in Flight. The Aircraft Engineer and Airship, n. 1509, London, 25 novembre 1937,  pp. 6-17.